# Ferenc Sas
Ferenc Sas, nascido Ferenc Sohn (Budapeste, 16 de agosto de 1915 - Buenos Aires, 3 de setembro de 1988), foi um futebolista húngaro. 

## Carreira
Ferenc Sas fez parte do elenco da Seleção Húngara de Futebol da Copa do Mundo de 1938. Ele tambem atuou pelo futebol argentino no Boca Juniors e no Argentinos Juniors. Judeu, radicou-se na Argentina após a Copa e lá trabalhou também no clube Macabi, da comunidade judaica de Buenos Aires e que teve futebol profissional até os anos 1960.

## Ligações Externas
- Perfil em Fifa.com (em inglês)